# Мартин Шпегељ
Мартин Шпегељ (11. новембар 1927 — 11. мај 2014) био је генерал хрватске војске и политичар који је био други министар одбране Хрватске, а касније и начелник Генералштаба новооформљене хрватске војске и генерални инспектор војске. Његови напори да организује и опреми војску од нуле сматрани су кључним за помоћ Хрватској да преживи прву годину рата у Хрватској. Делимично због несугласица са председником Фрањом Туђманом пензионисан је 1992. године. Виновник је такозваних Шпегељевих трака у којима разговара са помоћником о наоружавању Хрвата у припреми за отцепљење Хрватске и предстојећем грађанском рату.

## Биографија
Мартин Шпегељ је рођен 11. новембра 1927. у Старом Градцу, Питомача. Био је партизански борац током Другог светског рата. На крају је постао генерал Копнене области Пете Југословенске армије (ЈНА) са седиштем у Загребу, Хрватска.
Након првих слободних избора у Хрватској, био је други министар одбране. Шпегељ је био један од ретких у највишем руководству Хрватске који је надолазећи рат доживљавао као неизбежан. Заједно са словеначком командом, Шпегељ је формулисао заједнички план одбране у случају да било коју земљу нападне ЈНА. Истовремено је кријумчарио оружје у Југославију, наоружавао паравојне трупе и организовао их за нападе на легитимне снаге ЈНА.
На почетку рата у Хрватској средином 1990. године, хрватски Срби су одржали оружану побуну (познату као Балван револуција), одбијајући да прихвате власт хрватске владе. Пошто их је подржавала ЈНА (најпре прикривено, а затим отворено), хрватске снаге су биле слабо наоружане, па је Шпегељ предузео кампању набавке оружја преко заједнице црног тржишта, увозећи оружје из бивших земаља Варшавског пакта попут Мађарске и Румуније.
Ухваћен је на снимку октобра 1990. како разговара са помоћником који је заправо био тајни оперативац КОС-а. У то време рат у Хрватској још није почео. У разговорима Шпегељ говори о наоружавању Хрвата у припреми за отцепљење Хрватске и предстојећем грађанском рату. Такозване Шпегељеве траке претворене су у документарни филм Заставиног војног филмског центра и емитоване у јануару 1991. године широј југословенској јавности. Они су објављени како би се појачао напад београдске владе на новоизабрану хрватску владу.
Хрватско руководство, укључујући и саме главне "глумце", у почетку је брзо одбацило траке као лажне, тврдећи да су наводно безазлени снимљени разговори накнадно синхронизовани. Њихову аутентичност, међутим, касније је потврдио и Стипе Месић, председник Хрватске, који је међу првима на хрватској страни признао да су траке аутентичне, иако је тврдио да су неке од реченица извучене из контекста.
Руководство ЈНА у Београду тражило је да се Шпегељу због тога суди за издају. Као резултат афере, и ради смиривања тензија, Туђман га је разрешио дужности. У страху за живот, Шпегељ је побегао у Аустрију, где је остао неколико месеци.
С обзиром на растуће тензије и пад првих погибија у надолазећем рату, Шпегељ је био убеђен да се врати у Хрватску како би постао начелник штаба нове војске која је била у процесу формирања.
Када је у јуну 1991. избио Словеначки рат, Шпегељ се залагао за активирање заједничког одбрамбеног плана, који би увео Хрватску у рат против ЈНА нападом на њене касарне у Хрватској (Шпегељев план). Међутим, Туђман се плашио сукоба и одбијао је да подржи Словенце.
Шпегељ је тада постављен за генералног инспектора хрватске војске, али је смењен делом због неслагања са Туђманом.
Само неколико месеци касније избио је рат у пуном обиму, а Шпегељев план за напад на касарне ЈНА у Хрватској је спроведен и резултирао Битком код касарне, којом је Хрватској донето преко потребно тешко наоружање.
Рат у Хрватској је ушао у фазу слабијег интензитета након потписивања примирја уз посредовање УН почетком 1992. године. Шпегељ је тада званично отишао у пензију.
Након рата, Шпегељ је постао жестоки критичар Туђманове политике, оптужујући њега и његове следбенике за ратно профитерство. Године 2001. објавио је своју аутобиографију у којој је био врло критичан према Туђмановом ХДЗ-у и његовим политичким маневрима, за које је тврдио да су беспотребно ескалирали рат. Оптужио их је и да подржавају сепаратизам босанских Хрвата, што је довело до њиховог сукоба са Бошњацима током рата у БиХ.
Шпегеља су заузврат критиковали протуђмановски елементи хрватске војске, посебно Давор Домазет-Лошо, који сматра да је јунски рат у Словенији 1991. био само изговор да се Хрватска увуче у сукоб.